# Olimpiadi degli scacchi del 1986
Le Olimpiadi degli scacchi del 1986 si tennero a Dubai, negli Emirati Arabi Uniti, dal 14 novembre al 2 dicembre. Comprendevano un torneo open e uno femminile. Contestualmente fu tenuto un congresso della FIDE.
Israele, formalmente in guerra con gli Emirati, non partecipò alla competizione; alcune nazioni europee, come la Danimarca, i Paesi Bassi, la Norvegia e la Svezia non si presentarono per solidarietà.

## Partecipanti
Le seguenti nazioni parteciparono ad entrambi i tornei:
- Argentina
- Australia
- Austria
- Bangladesh
- Belgio
- Brasile
- Bulgaria
- Cina
- Colombia
- Cuba
- Emirati Arabi Uniti
- Filippine
- Finlandia
- Francia
- Galles
- Germania Ovest
- Giamaica
- Giappone
- Grecia
- Guatemala
- India
- Indonesia
- Inghilterra
- Iraq
- Irlanda
- Italia
- Jugoslavia
- Malaysia
- Messico
- Nigeria
- Nuova Zelanda
- Panama
- Polonia
- Portogallo
- Porto Rico
- Rep. Dominicana
- Romania
- Scozia
- Siria
- Spagna
- Stati Uniti
- Seychelles
- Svizzera
- Trinidad e Tobago
- Turchia
- Ungheria
- Unione Sovietica
- Uruguay
- Venezuela

Al solo torneo open parteciparono inoltre:
- Algeria
- Andorra
- Angola
- Antille Olandesi
- Bahamas
- Brunei
- Barbados
- Bermuda
- Bolivia
- Botswana
- Brunei
- Canada
- Cecoslovacchia
- Cile
- Cipro
- Costa Rica
- Ecuador
- Egitto
- El Salvador
- Figi
- Gambia
- Ghana
- Giordania
- Guernsey-Jersey[2]
- Haiti
- Hong Kong
- Honduras
- Islanda
- Isole Vergini Britanniche
- Kenya
- Libano
- Libia
- Lussemburgo
- Mali
- Malta
- Marocco
- Mauritania
- Mauritius
- Nicaragua
- Pakistan
- Palestina
- Papua Nuova Guinea
- Paraguay
- Perù
- Qatar
- San Marino
- Senegal
- Singapore
- Sri Lanka
- Sudan
- Thailandia
- Tunisia
- Uganda
- Yemen del Nord
- Yemen del Sud
- Zambia
- Zimbabwe

## Torneo open
Il torneo open vide la partecipazione di 108 squadre (di cui due della nazione ospitante), composte da un massimo di sei giocatori (di cui due riserve), per un totale di 641 giocatori. Il torneo fu disputato con il sistema svizzero, sulla lunghezza dei 14 turni.
Dopo i primi turni, in testa alla classifica vi era un gruppo di squadre tra cui l'Ungheria, gli Stati Uniti, l'Inghilterra, l'Islanda e l'Unione Sovietica: quest'ultima ebbe una serie di risultati deludenti, compresi tre pareggi consecutivi e una sconfitta con gli Stati Uniti, nonché delle sconfitte individuali di Kasparov e Karpov.
Dopo essere scesi fino al quinto posto, i sovietici recuperarono battendo la Francia per 3,5-0,5; gli ultimi turni videro la contesa per la medaglia d'oro concentrarsi tra Stati Uniti, Inghilterra e Unione Sovietica: gli statunitensi conservarono un punto di vantaggio sulle due rivali fino a due turni dalla fine, ma un pareggio con la Bulgaria all'ultimo turno li fece scivolare al terzo posto, sorpassati sia dai sovietici che dagli inglesi, entrambi autori di una vittoria per 4-0 contro, rispettivamente, la Polonia e il Brasile.

### Risultati assoluti
| Pos. | Squadra          | Giocatori | Elo  | Punti |
| ---- | ---------------- | --- | ---- | ----- |
|      | Unione Sovietica | GM Garri Kasparov, GM Anatolij Karpov, GM Andrej Sokolov, GM Artur Jusupov, GM Rafayel Vahanyan, GM Vitalij Ceškovskij                                    | 2681 | 40    |
|      | Inghilterra      | GM Anthony Miles, GM John Nunn, GM Nigel Short, GM Murray Chandler, GM Jonathan Speelman, MI Glenn Flear,                                                 | 2585 | 39,5  |
|      | Stati Uniti      | GM Yasser Seirawan, GM Larry Christiansen, GM Lubomir Kavalek, MI John Fedorowicz, GM Nick De Firmian, MI Maxim Dlugy                                     | 2555 | 38,5  |
| 4    | Ungheria         | GM Lajos Portisch, GM Zoltán Ribli, GM Gyula Sax, GM József Pintér, GM András Adorján, GM István Csom                                                     | 2584 | 34,5  |
| 5    | Islanda          | GM Helgi Ólafsson, GM Jóhann Hjartarson, MI Jón Árnason, MI Margeir Pétursson, GM Guðmundur Sigurjónsson, MI Karl Þorsteins                               | 2526 | 34    |
| 6    | Bulgaria         | GM Kiril Georgiev, GM Vencislav Ink'ov, GM Petăr Velikov, GM Ivan Radulov, MI Krum Georgiev, Bogomil Andonov                                              | 2479 | 34    |
| 7    | Cina             | Xu Jun, MI Ye Jiangchuan, MI Li Zunian, Yang Xian, Lin Ta, MI Liang Jinrong                                                                               | 2448 | 34    |
| 8    | Cecoslovacchia   | GM Jan Smejkal, GM Ľubomír Ftáčnik, GM Vlastimil Jansa, GM Karel Mokrý, GM Ján Plachetka, GM Jiří Lechtýnský                                              | 2523 | 33    |
| 9    | Cuba             | GM Jesús Nogueira, GM Guillermo García Gonzáles, GM Amador Rodríguez Céspedes, GM Silvino García Martínez, MI Reynaldo Vera González, MF Walter Arencibia | 2510 | 33    |
| 10   | Francia          | GM Boris Spasskij, MI Aldo Haïk, MI Gilles Miralles, MI Olivier Renet, MI Bachar Kouatly, MI Mershad Sharift                                              | 2499 | 33    |

### Risultati individuali

#### Premi di scacchiera
Furono assegnate medaglie ai giocatori di ogni scacchiera con le tre migliori percentuali di punti per partita.
|                                | Giocatore/Giocatrice        | Punti            | Partite          | %                |
| Prima scacchiera               | Prima scacchiera            | Prima scacchiera | Prima scacchiera | Prima scacchiera |
| ------------------------------ | --------------------------- | ---------------- | ---------------- | ---------------- |
|                                | GM Garri Kasparov           | 8,5              | 11               | 77,3             |
|                                | MI Josef Klinger            | 9                | 12               | 75,0             |
|                                | GM Eugenio Torre            | 9,5              | 13               | 73,1             |
|                                | Xu Jun                      | 9,5              | 13               | 73,1             |
| Seconda scacchiera             |                             |                  |                  |                  |
|                                | MI Imed Abdelnabbi          | 9,5              | 12               | 79,2             |
|                                | MI Utut Adianto             | 11               | 14               | 78,6             |
|                                | William Charpentier Morales | 9,5              | 13               | 73,1             |
| Terza scacchiera               |                             |                  |                  |                  |
|                                | GM Nigel Short              | 10               | 13               | 76,9             |
|                                | Carlos Matamoros Franco     | 9,5              | 13               | 73,1             |
|                                | MI Lawrence Day             | 8                | 11               | 72,7             |
| Quarta scacchiera              |                             |                  |                  |                  |
|                                | GM Artur Jusupov            | 10               | 12               | 83,3             |
|                                | GM Murray Chandler          | 9                | 11               | 81,8             |
|                                | Markus Thole                | 10,5             | 13               | 80,8             |
| Quinta scacchiera (1ª riserva) |                             |                  |                  |                  |
|                                | Luis Muñiz                  | 6                | 7                | 85,7             |
|                                | GM Jonathan Speelman        | 7                | 9                | 77,8             |
|                                | Robert Kuczyński            | 7,5              | 10               | 75,0             |
| Sesta scacchiera (2ª riserva)  |                             |                  |                  |                  |
|                                | Ng Ek Teong                 | 6                | 7                | 85,7             |
|                                | Baha Abbas                  | 7,5              | 9                | 83,3             |
|                                | MI Maxim Dlugy              | 5,5              | 7                | 78,6             |

#### Miglior prestazione Elo
|  | Giocatore          | Prestazione Elo |
|  | ------------------ | --------------- |
|  | GM Garri Kasparov  | 2746            |
|  | GM Artur Jusupov   | 2741            |
|  | GM Murray Chandler | 2711            |

#### Medaglie individuali per nazione
| Nazione          |   |   |   | Totali |
| ---------------- | - | - | - | ------ |
| Unione Sovietica | 3 | 1 | 0 | 4      |
| Inghilterra      | 1 | 2 | 1 | 4      |
| Egitto           | 1 | 0 | 0 | 1      |
| Porto Rico       | 1 | 0 | 0 | 1      |
| Malaysia         | 1 | 0 | 0 | 1      |
| Austria          | 0 | 1 | 0 | 1      |
| Indonesia        | 0 | 1 | 0 | 1      |
| Ecuador          | 0 | 1 | 0 | 1      |
| Iraq             | 0 | 1 | 0 | 1      |
| Filippine        | 0 | 0 | 1 | 1      |
| Cina             | 0 | 0 | 1 | 1      |
| Costa Rica       | 0 | 0 | 1 | 1      |
| Canada           | 0 | 0 | 1 | 1      |
| Zambia           | 0 | 0 | 1 | 1      |
| Polonia          | 0 | 0 | 1 | 1      |
| Stati Uniti      | 0 | 0 | 1 | 1      |

## Torneo femminile
Il torneo femminile fu giocato con la formula del sistema svizzero di quattordici turni tra 49 squadre di al più quattro giocatrici (una riserva), per un totale di 193 giocatrici.
La competizione fu dominata dall'Unione Sovietica, che rimase in testa alla classifica da sola dal sesto turno in poi. La Cina, seconda fino al nono turno, fu superata dall'Ungheria dopo due sconfitte contro la Polonia (1-2) e la Germania Ovest (0,5-2,5), e raggiunta dalla Polonia e dalla Romania. Quest'ultima guadagnò mezzo punto di vantaggio al penultimo turno, vincendo poi la medaglia di bronzo per bucholz.

### Risultati assoluti
| Pos. | Squadra          | Giocatrici                                                                                        | Elo  | Punti |
| ---- | ---------------- | ------------------------------------------------------------------------------------------------- | ---- | ----- |
|      | Unione Sovietica | GM Maia Chiburdanidze, GMF Elena Achmylovskaja, GM Nona Gaprindashvili, GMFNana Aleksandrija      | 2358 | 33,5  |
|      | Ungheria         | GMF Zsuzsa Veröci, MIF Ildikó Mádl, GMF Mária Ivánka, MIF Mária Grosch                            | 2247 | 29    |
|      | Romania          | GMF Margareta Mureşan, GMF Daniela Nuţu, GMF Elisabeta Polihroniade, MIF Gabriela Olăraşu         | 2178 | 28    |
| 4    | Cina             | GMF Liu Shilan, GMF Wu Mingqian, MIF An Yangfeng, He Tianjian                                     | 2133 | 28    |
| 5    | Jugoslavia       | MIF Gordana Marković, MFF Alisa Marić, MIF Suzana Maksimović, MIF Zorica Nikolin                  | 2190 | 25,5  |
| 6    | Germania Ovest   | GMF Barbara Hund, MIF Petra Feustel, Bettina Trabert, Regina Grünberg                             | 2153 | 25    |
| 7    | Polonia          | GMF Agnieszka Brustman, GMF Hanna Ereńska-Radzewska, MIF Małgorzata Wiese, MIF Grażyna Szmacińska | 2237 | 24,5  |
| 8    | Inghilterra      | GMF Jana Miles, MIF Sheila Jackson, MIF Susan Arkell, Mandy Hepworth                              | 2222 | 24,5  |
| 9    | Bulgaria         | GMF Margarita Vojska, MIF Stefka Savova, MIF Pavlina Angelova, MIF Rumjana Gočeva                 | 2148 | 23,5  |
| 10   | Cuba             | MIF Vivian Ramón Pita, MIF Asela De Armas, MIF Zirka Frometa, Maricela Palao                      | 2063 | 23    |

### Risultati individuali

#### Premi di scacchiera
Furono assegnate medaglie alle giocatrici di ogni scacchiera con le tre migliori percentuali di punti per partita.
|                             | Giocatrice                | Punti            | Partite          | %                |
| Prima scacchiera            | Prima scacchiera          | Prima scacchiera | Prima scacchiera | Prima scacchiera |
| --------------------------- | ------------------------- | ---------------- | ---------------- | ---------------- |
|                             | GMF Tatjana Lemačko       | 9,5              | 11               | 86,4             |
|                             | GMF Maia Chiburdanidze    | 8                | 10               | 80,0             |
|                             | GMF Liu Shilan            | 11               | 14               | 78,6             |
| Seconda scacchiera          |                           |                  |                  |                  |
|                             | Fraidah Karim             | 7                | 8                | 87,5             |
|                             | Deborah Cooper            | 8                | 10               | 80,0             |
|                             | MIF Ildikó Mádl           | 10,5             | 14               | 75,0             |
| Terza scacchiera            |                           |                  |                  |                  |
|                             | GM Nona Gaprindashvili    | 10               | 10               | 100,0            |
|                             | Yadira Hernández Guerrero | 8,5              | 11               | 77,3             |
|                             | MIF Suzana Maksimović     | 9                | 12               | 75               |
|                             | MIF Zirka Frometa         | 9                | 12               | 75               |
| Quarta scacchiera (riserva) |                           |                  |                  |                  |
|                             | MIF Gabriela Olăraşu      | 7                | 9                | 77,8             |
|                             | A. Mohammed               | 7,5              | 10               | 75,0             |
|                             | Urda Fogel                | 8                | 11               | 72,7             |

#### Miglior prestazione Elo
|  | Giocatore              | Prestazione Elo         |
|  | ---------------------- | ----------------------- |
|  | GM Nona Gaprindashvili | {\displaystyle \infty } |
|  | GMF Liu Shilan         | 2393                    |
|  | GM Maia Chiburdanidze  | 2388                    |

#### Medaglie individuali per nazione
| Nazione             |   |   |   | Totali |
| ------------------- | - | - | - | ------ |
| Unione Sovietica    | 2 | 1 | 1 | 4      |
| Svizzera            | 1 | 0 | 0 | 1      |
| Emirati Arabi Uniti | 1 | 0 | 0 | 1      |
| Romania             | 1 | 0 | 0 | 1      |
| Cina                | 0 | 1 | 1 | 2      |
| Galles              | 0 | 1 | 0 | 1      |
| Messico             | 0 | 1 | 0 | 1      |
| Iraq                | 0 | 1 | 0 | 1      |
| Ungheria            | 0 | 0 | 1 | 1      |
| Jugoslavia          | 0 | 0 | 1 | 1      |
| Cuba                | 0 | 0 | 1 | 1      |
| Finlandia           | 0 | 0 | 1 | 1      |

## Medagliere
| Nazione             | Torneo open      | Torneo open      | Torneo open      | Torneo open          | Torneo open          | Torneo open          | Torneo femminile | Torneo femminile | Torneo femminile | Torneo femminile     | Torneo femminile     | Torneo femminile     | Totale | Totale | Totale | Totale |
| Nazione             | Torneo a squadre | Torneo a squadre | Torneo a squadre | Medaglie individuali | Medaglie individuali | Medaglie individuali | Torneo a squadre | Torneo a squadre | Torneo a squadre | Medaglie individuali | Medaglie individuali | Medaglie individuali | Totale | Totale | Totale | Totale |
| Nazione             |                  |                  |                  |                      |                      |                      |                  |                  |                  |                      |                      |                      |        |        |        |        |
| ------------------- | ---------------- | ---------------- | ---------------- | -------------------- | -------------------- | -------------------- | ---------------- | ---------------- | ---------------- | -------------------- | -------------------- | -------------------- | ------ | ------ | ------ | ------ |
| Unione Sovietica    | 1                | 0                | 0                | 3                    | 1                    | 0                    | 1                | 0                | 0                | 2                    | 1                    | 1                    | 7      | 2      | 1      | 10     |
| Inghilterra         | 0                | 1                | 0                | 1                    | 2                    | 1                    | 0                | 0                | 0                | 0                    | 0                    | 0                    | 1      | 3      | 1      | 5      |
| Romania             | 0                | 0                | 0                | 0                    | 0                    | 0                    | 0                | 0                | 1                | 1                    | 0                    | 0                    | 1      | 0      | 1      | 2      |
| Egitto              | 0                | 0                | 0                | 1                    | 0                    | 0                    | 0                | 0                | 0                | 0                    | 0                    | 0                    | 1      | 0      | 0      | 1      |
| Porto Rico          | 0                | 0                | 0                | 1                    | 0                    | 0                    | 0                | 0                | 0                | 0                    | 0                    | 0                    | 1      | 0      | 0      | 1      |
| Malaysia            | 0                | 0                | 0                | 1                    | 0                    | 0                    | 0                | 0                | 0                | 0                    | 0                    | 0                    | 1      | 0      | 0      | 1      |
| Svizzera            | 0                | 0                | 0                | 0                    | 0                    | 0                    | 0                | 0                | 0                | 1                    | 0                    | 0                    | 1      | 0      | 0      | 1      |
| Emirati Arabi Uniti | 0                | 0                | 0                | 0                    | 0                    | 0                    | 0                | 0                | 0                | 1                    | 0                    | 0                    | 1      | 0      | 0      | 1      |
| Iraq                | 0                | 0                | 0                | 0                    | 1                    | 0                    | 0                | 0                | 0                | 0                    | 1                    | 0                    | 0      | 2      | 0      | 2      |
| Cina                | 0                | 0                | 0                | 0                    | 0                    | 1                    | 0                | 0                | 0                | 0                    | 1                    | 1                    | 0      | 1      | 2      | 3      |
| Ungheria            | 0                | 0                | 0                | 0                    | 0                    | 0                    | 0                | 1                | 0                | 0                    | 0                    | 1                    | 0      | 1      | 1      | 2      |
| Austria             | 0                | 0                | 0                | 0                    | 1                    | 0                    | 0                | 0                | 0                | 0                    | 0                    | 0                    | 0      | 1      | 0      | 1      |
| Indonesia           | 0                | 0                | 0                | 0                    | 1                    | 0                    | 0                | 0                | 0                | 0                    | 0                    | 0                    | 0      | 1      | 0      | 1      |
| Ecuador             | 0                | 0                | 0                | 0                    | 1                    | 0                    | 0                | 0                | 0                | 0                    | 0                    | 0                    | 0      | 1      | 0      | 1      |
| Galles              | 0                | 0                | 0                | 0                    | 0                    | 0                    | 0                | 0                | 0                | 0                    | 1                    | 0                    | 0      | 1      | 0      | 1      |
| Messico             | 0                | 0                | 0                | 0                    | 0                    | 0                    | 0                | 0                | 0                | 0                    | 1                    | 0                    | 0      | 1      | 0      | 1      |
| Stati Uniti         | 0                | 0                | 1                | 0                    | 0                    | 1                    | 0                | 0                | 0                | 0                    | 0                    | 0                    | 0      | 0      | 2      | 2      |
| Filippine           | 0                | 0                | 0                | 0                    | 0                    | 1                    | 0                | 0                | 0                | 0                    | 0                    | 0                    | 0      | 0      | 1      | 1      |
| Costa Rica          | 0                | 0                | 0                | 0                    | 0                    | 1                    | 0                | 0                | 0                | 0                    | 0                    | 0                    | 0      | 0      | 1      | 1      |
| Canada              | 0                | 0                | 0                | 0                    | 0                    | 1                    | 0                | 0                | 0                | 0                    | 0                    | 0                    | 0      | 0      | 1      | 1      |
| Zambia              | 0                | 0                | 0                | 0                    | 0                    | 1                    | 0                | 0                | 0                | 0                    | 0                    | 0                    | 0      | 0      | 1      | 1      |
| Polonia             | 0                | 0                | 0                | 0                    | 0                    | 1                    | 0                | 0                | 0                | 0                    | 0                    | 0                    | 0      | 0      | 1      | 1      |
| Jugoslavia          | 0                | 0                | 0                | 0                    | 0                    | 0                    | 0                | 0                | 0                | 0                    | 0                    | 1                    | 0      | 0      | 1      | 1      |
| Cuba                | 0                | 0                | 0                | 0                    | 0                    | 0                    | 0                | 0                | 0                | 0                    | 0                    | 1                    | 0      | 0      | 1      | 1      |
| Finlandia           | 0                | 0                | 0                | 0                    | 0                    | 0                    | 0                | 0                | 0                | 0                    | 0                    | 1                    | 0      | 0      | 1      | 1      |